# Henrique Araújo (futebolista)
Henrique Pereira Araújo (Funchal, 19 de janeiro de 2002) é um futebolista profissional português que atua como ponta-de-lança. Atualmente joga pelo Arouca, emprestado pelo Benfica.

## Carreira

### Início de Carreira
Nascido no Funchal, capital da Madeira, Araújo começou a sua carreira futebolística na formação do Andorinha, em 2008. Em 2011, mudou-se para a formação do Marítimo. Em 2018, com 16 anos, Henrique treinou durante uma semana à experiência na academia do Benfica. Após impressionar, mudou-se para o Seixal para se às Águias. Previamente, Araújo havia também treinado à experiência pelo FC Porto, rival do Benfica; no entanto, os Dragões optaram por não o contratar.

### Benfica

#### 2020–22: Equipa B e Youth League
A 5 de março de 2019, Araújo assinou o seu primeiro contrato profissional com o Benfica, sendo integrado na equipa B. A 4 de outubro de 2020, o jovem fez a sua estreia profissional pelo Benfica B, numa derrota por 1–0 frente ao Estoril na LigaPro.
Após um bom início de época 2021–22 pelos Bs, em que marcou 10 golos e fez 3 assistências, Henrique foi promovido ao plantel principal do Benfica pelo treinador interino Nélson Veríssimo; fazendo a sua estreia pela equipa a 2 de fevereiro de 2022, numa derrota em casa por 2–1 frente ao Gil Vicente, na Primeira Liga.
A 11 de março de 2022, Araújo marcou o seu primeiro golo pela equipa principal do Benfica, num empate em casa por 1–1 com o Vizela. Na temporada 2021–22, Henrique integrou a equipa Sub-19 do Benfica que disputou a Youth League. Na final da competição, a 25 de abril, marcou um hat-trick numa vitória por 6–0 sobre o Red Bull Salzburg, ajudando o Benfica a conquistar a sua primeira Youth League e o seu primeiro título europeu desde a Taça dos Campeões Europeus de 1961–62. Na sua primeira partida a titular, a 13 de maio, Araújo bisou numa vitória por 2–0 em casa do Paços de Ferreira. A 5 de setembro de 2022, o jovem renovou contrato com o Benfica até 2027, ficando com uma cláusula de rescisão de 100 milhões de euros.
A 2 de novembro, Araújo marcou o seu primeiro golo na Liga dos Campeões, numa goleada por 6–1 no terreno do Maccabi Haifa, na última partida da fase de grupos, ajudando o Benfica a qualificar-se para os oitavos-de-final como vencedor do grupo.

#### 2023: Empréstimo ao Watford
Na primeira metade da temporada 2022–23, Araújo somou apenas 232 minutos de jogo em 14 partidas pela equipa principal do Benfica.
A 23 de janeiro de 2023, Henrique foi emprestado ao Watford, clube do Championship, até ao final da temporada. No entanto, cumpriu apenas 339 minutos de jogo em 8 partidas pelos Hornets, não marcando qualquer golo.

## Carreira Internacional
Araújo representou Portugal a nível Sub-18 e Sub-19, totalizando 4 golos em 7 internacionalizações nestes escalões A 7 de outubro de 2022, fez a sua estreia pela Seleção Sub-21, substituindo Gonçalo Ramos aos 46 minutos de uma goleada por 11–0 sobre o Liechtenstein, na qualificação para o Euro Sub-21 de 2023.

## Estatísticas de Carreira

### Clube
- Atualizado até 8 de maio de 2023[15]

| Clube             | Temporada         | Campeonato        | Campeonato | Campeonato | Taça  | Taça  | Taça da Liga | Taça da Liga | Competições Europeias | Competições Europeias | Outros | Outros | Total | Total |
| Clube             | Temporada         | Divisão           | Jogos      | Golos      | Jogos | Golos | Jogos        | Golos        | Jogos                 | Golos                 | Jogos  | Golos  | Jogos | Golos |
| ----------------- | ----------------- | ----------------- | ---------- | ---------- | ----- | ----- | ------------ | ------------ | --------------------- | --------------------- | ------ | ------ | ----- | ----- |
| Benfica B         | 2020–21           | Segunda Liga      | 28         | 11         | —     | —     | —            | —            | —                     | —                     | —      | —      | 28    | 11    |
| Benfica B         | 2021–22           | Segunda Liga      | 26         | 14         | —     | —     | —            | —            | —                     | —                     | —      | —      | 26    | 14    |
| Benfica B         | 2022–23           | Segunda Liga      | 6          | 4          | —     | —     | —            | —            | —                     | —                     | —      | —      | 6     | 4     |
| Benfica B         | Total             | Total             | 60         | 29         | —     | —     | —            | —            | —                     | —                     | —      | —      | 60    | 29    |
| Benfica           | 2021–22           | Primeira Liga     | 5          | 3          | —     | —     | 1            | 0            | —                     | —                     | —      | —      | 6     | 3     |
| Benfica           | 2022–23           | Primeira Liga     | 5          | 0          | 2     | 0     | 2            | 0            | 5                     | 2                     | —      | —      | 14    | 2     |
| Benfica           | Total             | Total             | 10         | 3          | 2     | 0     | 3            | 0            | 5                     | 2                     | —      | —      | 20    | 5     |
| Watford (emp.)    | 2022–23           | Championship      | 8          | 0          | —     | —     | —            | —            | —                     | —                     | —      | —      | 8     | 0     |
| Total de Carreira | Total de Carreira | Total de Carreira | 78         | 32         | 2     | 0     | 3            | 0            | 5                     | 2                     | —      | —      | 83    | 34    |

1. ↑  Inclui Taça de Portugal
2. ↑  Inclui Taça da Liga
3. ↑  Jogos na Liga dos Campeões

## Títulos
Benfica
- Primeira Liga: 2022–23[16]
- Youth League: 2021–22[17]
- Supertaça Cândido de Oliveira: 2025

Individual
- Melhor Jogador Jovem do Ano da Liga Portugal 2: 2021–22
- Avançado do Mês da Liga Portugal 2: fevereiro de 2021
- Melhor Jogador Jovem do Mês da Liga 2 Portugal: fevereiro de 2021[18]